# سارة أبو كف
سارة أبو كف (22 ديسمبر 1976 - ) محاضرة وباحثة في موضوع علم النفس بين الثقافات والحضارات في برنامج إدارة وتسوية النزاعات في جامعة بن غوريون.
حاصلة على اللقب الثاني في علم النفس العلاجي وعلى اللقب الثالث من جامعة بن غوريون في النقب. وهي أول أخصائية نفسية إكلينيكية في المجتمع البدوي.

## المولد والنشأة
ولدت يوم الأربعاء 22 ديسمبر عام 1976 في القرية البدوية أم بطين، وهي قرية غير معترف بها  تقع  في جنوب إسرائيل. أنهت دراستها الثانوية في قرية تل السبع البدوية.

### عائلتها
هي متزوجة وأم لستة أولاد وبنات، يعمل زوجها مهندس وأستاذ رياضيات وفيزياء. لديها أربعة أخوة وأخوات من بينهم هبة أبو كف، وهي طبيبة أخصائية لأمراض الجهاز الهضمي في المركز الطبي سوروكا.

## المسيرة الأكاديمية
أنهت اللقب الأول تخصص علم السلوكيات في جامعة بن غوريون (1999). حاصلة على اللقب الثاني في علم النفس العلاجي وعلى اللقب الثالث من جامعة بن غوريون في النقب (2004-2010). في عام 2011-2012 حصلت على منحة فلبرايت المرموقة لدراسة ما بعد الدكتوراة في جامعة هارفارد.
خلال فترة دراستها، بدأت بالعمل كمساعدة تدريس. وفي عام 2011 بدات بالتطبيق العملي لمدة عاما، في عيادة الطب النفسي في مستشفى سوروكا.
أكملت دراستها ما بعد الدكتوراه في معهد الأنثروبولوجيا الطبية في جامعة هارفارد، بوسطن (2011-2012) كجزء من منحة  فولبرايت.

### إهتماماتها البحثية
- ضغوطات التمازج الثقافي، الضغط الأكاديمي، التكيف والمواجهة لدى الطلاب من خلفيات ثقافية مختلفة في إسرائيل.
- مقاييس الضائقة النفسية: الإكتئاب والجسدية بين الطلاب البدو واليهود.
- نقاط ضعف الشخصية في مرحلة المراهقة المتأخرة ومرحلة البلوغ المتقدمة.
- موارد المواجهة لدى المراهقين البدو العرب خلال فترات العنف السياسي.
- التهريج الطبي وآثاره في أطر ثقافية وحضارية مختلفة.
- الإفصاح عن الذات، استخدام وسائل الإعلام الإجتماعية وقضايا الصحة النفسية. من خلال العمل على النظرية والتطبيق، كما بين السياقات الثقافية الغربية وغير الغربية، تأمل  أبو كف بتقديم مساهمة كبيرة في فهم مشاكل الصحة النفسية وتطوير التدابير الملائمة ثقافيَّا.

### مناصب وجوائز
- عام 2013 دخل أسمها في قائمة أفضل عشر شباب مبدعين في مجلة ذا ماركير العالمية (The Marker).
- سفير الولايات المتحدة في عمان أدرجت اسم الدكتورة سارة أبو كف ضمن قائمة  إحدى عشر امراةً من مختلف مجالات العلوم في الشرق الأوسط وشمال أفريقيا. لتكريمهن وتقديرهن للمساهمة في مجالات العلوم. وأيضا تم أدخالهم في قاعة النساء المشاهير للعلوم عام 2005.
- حازت على جائزة التعليم العالي في فئة الباحث الشاب عام 2006.
- دُرج اسمها في قائمة فوربس الإسرائيلية (פורבס ישראל) للنساء المؤثرات عام 2018.

### مختارات من مقالاتها العلمية (باللغة الإنجليزية)
1. Abu-Kaf, S. & Priel, B. (2008)." Dependent and self-critical vulnerabilities to depression in two different cultural contexts". “Personality and Individual Differences”, 44, 689-700.
2. Abu-Kaf, S. & Priel, B. (2012) " Vulnerabilities to Depression and Sense of Coherence among Bedouin Arab and Jewish Students: A Test of a Mediation Model". “International Journal of Psychology and Counseling”, 4(3), 31-40.
3. Abu-Kaf, S., Braun-Lewensohn, O., & Priel, B. " Coping strategies and social support as mediators of the relationship between self-criticism and depression: Bedouin Arab and Jewish students under academic stress. "Journal of cross-cultural psychology". “Under review”.
4. Braun-Lewensohn, O, Abu-Kaf, S., Sagy, S. "Attitudes towards war and peace and their relations with anxiety reactions among adolescents living in a conflictual

### وصلات خارجية
- موقع سارة أبو كف في موقع جامعة بن غوريون بالنقب[5]
- موقع سارة أبو كف في موقع A-List
- موقع سارة أبو كيف في موقع لينكد ان (باللغة الإنجليزية)[6]
- موقع سارة أبو كف على جوجل سكولار